# Palenica (Skrzyczne)
Palenica (752 m n.p.m., 761 m) – szczyt w Paśmie Baraniej Góry i Skrzycznego w Beskidzie Śląskim. Ta góra stanowi zakończenie jednego z grzbietów Skrzycznego i oddzielona jest od niego przełęczą.
Palenicami nazywano góry, na których wytworzono pastwiska lub pola uprawne poprzez wypalenie lasu (gospodarka żarowa). W 2023 r. Palenica pod Skrzycznem porośnięta jest młodym lasem odradzającym się po wielkich wiatrołomach.
Północne i północno-zachodnie stoki Palenicy opadają do doliny jednego z dopływów Kalonki, południowe i południowo-wschodnie do doliny Potoku Drągowego, północno-wschodnie na Kotlinę Żywiecką. Góra jest porośnięta lasem. Administracyjnie znajduje się w granicach wsi Lipowa w województwie śląskim, w powiecie żywieckim, gminie Lipowa.
Popoludiowej stronie Palenicy, za doliną Potoku Drągowego, znajduje się niższa od niej Mała Palenica.